# George Fox
George Fox (Fenny Drayton, luglio 1624 – Londra, 13 gennaio 1691) è stato un predicatore inglese, fondatore del quaccherismo.

## Biografia
In ambito famigliare, il giovane Fox, riceve un'educazione basata sull'onestà e sulla purezza d'animo. Il padre, Cristopher Fox, di professione faceva il tessitore e la sua onestà lo portò ad assumere l'appellativo di "l'onesto Cristoforo". La madre, appartenente alla stirpe dei martiri Lagos, da nubile Mary Lagos, accudiva la famiglia. 
Raggiunta l'età adolescenziale, i suoi genitori, vollero iniziarlo alla professione ecclesiastica ma vennero persuasi a cambiare idea. Così, attorno al 1635, Fox venne mandato a Barnet dove iniziò a lavorare con un calzolaio che commerciava in lana e allevava capi per rivenderli. 
Dal diario di Fox, si comprende quanto, all'interno dell'attività commerciale Fox fosse il fulcro: " Finché io rimasi con lui, egli fu come benedetto dal cielo; ma dopo che io lasciai fallì, e le sue cose andarono in rovina". Durante il periodo a Barnet, Fox, come riportato nel suo diario, venne: "Colpito da una forte tentazione di disperazione".
A Barnet, la giornata, era scandita dal lavoro e da lunghi periodi di solitudine dove, il giovane Fox, cercava e attendeva il Signore. Attorno al 1646, Fox, fece ritorno nella sua terra natale dove, dovette rifiutare molte offerte tra cui il matrimonio e la candidatura alla carriera militare. Quest'ultima proposta lo segnò particolarmente tanto da scrivere:" rimasi addolorato che loro facessero questo tipo di offerta ad un giovane tenero quale ero". Così' nello stesso anno, decise di trasferirsi a Coventry senza riuscire però a trovare una sua dimensione. Durante i suoi spostamenti incontrò molti preti, incapaci di rispondere alle sue disperazioni. Di particolare rilievo è l'incontro con un prete a Mancetter, nel Warwickshire, il quale consigliò a Fox di utilizzare tabacco e cantare salmi per domare le proprie tentazioni e disperazioni. Nel 1647, il giovane predicatore, intraprende una serie di viaggi che lo portarono a visitare luoghi tra cui: Derbyshire, Peak, Leicestershire e Nottinghamshire. Nonostante le già numerose esperienze e conoscenze, il suo animo rimase comunque ricco di dubbi e tentazioni, lui stesso, nel diario, descrive le sue giornate: "Spesso prendevo la Bibbia e andavo a sedere in qualche albero cavo, in luoghi solitari fino a quando la notte giungeva; e molte volte mi aggiravo qua e là anche la notte in una dolorosa solitudine, poiché nel tempo dei primi interventi del Signore su di me io ero un uomo pieno di dolore". Il 1647 sarà comunque un anno rivelatore dove Fox riuscirà a liberarsi delle sue pene, come si può leggere dal suo diario: "Portai le Scritture e dissi a quella gente che dentro l'uomo c'è l'unzione dello spirito, che insegna, e che il Signore avrebbe istruito lui stesso il suo popolo." E ancora: "Un giorno dopo aver camminato in solitudine nella campagna ed essere ritornato a casa, fui rapito nell'amore di Dio, in modo che non potevo fare altro che ammirare la grandezza del suo amore." La sua vita sarà continuamente scandita da lunghi viaggi e altrettanto lunghi periodi di detenzione. Fox venne arrestato per cinque volte in un periodo compreso tra 1649 e il 1665. Nel 1669 si sposò con una delle sue più grandi sostenitrice, Margaret Fell, dalla quale non ebbe figli. L'anno seguente iniziò ad avere gravi problemi di salute, dal suo diario: "Alla fine persi l'udito e la vista tanto che non potevo né vedere né ascoltare (....) Giacqui per molte settimane in grandi sofferenze, lamenti, travagli, dolori e oppressioni". Si spense nell'anno 1691, lasciando ai suoi seguaci la frase :"No more but my love".
Il credo e le esperienze di Fox sono raccolte nel Diario, che fu stampato postumo nel 1694.
Secondo il suo pensiero il Cristianesimo era un concetto soltanto interiore, per questo le varie strutture ecclesiastiche ne erano estranee, così come i giuramenti. Fox cercò di diffondere il suo credo nei suoi viaggi, dalla Scozia, all'Irlanda, all'America settentrionale, alla Giamaica, ai Paesi Bassi.